# Yūzō Koshiro
Yuzo Koshiro (古代祐三, Koshiro Yūzō, nacido en Hino, Tokio, el 12 de diciembre de 1967) es un compositor Japonés de música para videojuegos (Chiptune). 
Yuzo Koshiro a menudo es nombrado como el primer ‘rockstar’ de la música de videojuegos. 
Es mundialmente famoso, responsable de la banda sonora del videojuego de SEGA, Streets of Rage. El juego es proclamado como una de las mejores obras en el mundo para dicha consola[cita requerida]. Influenciado por la música house y techno que se bailaba en los clubes americanos, británicos y alemanes a principios de los noventa, Yuzo Koshiro escribió una banda sonora que rompió moldes en el mundo de los videojuegos.

## Niñez y adolescencia
Yuzo tocó el piano desde que tenía 3 años, luego violonchelo, y violín. Su propia madre era la maestra. Tenía lecciones casi todos los días. A Yuzo le encantaban los videojuegos y tenía muchas ganas de jugarlos, pero su madre siempre se aseguraba de que practicara.
Su centro de juegos local era realmente pequeño, de una habitación, y solo tenían Space Invaders. Cuando sus amigos le hablaron de nuevos juegos, tenía que tomar el tren hasta Shinjuku e ir a los centros de juego allí.
Su maestro de violín, Joe Hisaishi, vivía en Koganei, y allí tenían un gran centro de juegos. A menudo el salía temprano para sus lecciones y pasaba por el centro de juegos, y generalmente hacía lo mismo de regreso a casa.

## Carrera
Cuando Yuzo se graduó de la secundaria, comenzó a ir a clases de preparación para la universidad. En ese verano comenzó a escribir sus propias canciones originales. Ese fue el punto de partida para él. Tenía una gran cantidad de canciones que escribió de esa época, pero realmente no estaba pensando en hacer nada con ellas. Hasta que un día, Yuzo estaba mirando una revista de juegos, y había un anuncio de trabajo para Nihon Falcom, estaba cerca de su casa, así que fue allí y les mostró su música. La cuestión es que era un completo aficionado, y esas habían sido las primeras canciones que escribió, Yuzo no esperaba que a nadie le gustaran. Pero les encantaron, y fue contratado.
Tiene una larga experiencia en el mundo de los videojuegos y una amplia discografía. Ha trabajado en juegos como Eye of the Beholder, Shenmue, Streets of Rage, Super Smash Bros. Brawl, las sagas  Ys,   Etrian Odyssey o Shinobi para Game Gear. Uno de sus trabajos actuales es la composición musical para Dragon Ball Online.

## Street of Rage, el salto a la fama absoluta
Una vez que la empresa SEGA reclutó a Yuzo Koshiro, el comenzó a escribir la música para Streets of Rage a fines de 1980. A menudo el salía a bailar a clubes, y en ese momento, la escena pasaba de eurobeat a música house. Debido a que Streets of Rage es un juego de lucha, Yuzo puso mucho énfasis en que la música fuera enérgica y emocionante, así que inicialmente pensó en escribir canciones de rock. Sin embargo, en última instancia, una vez que el puso en prueba la música house, todo hizo clic y pensó que sonaba genial.
El compositor hizo posible que los 10 canales de sonido de Mega Drive sonaran como una auténtica Discoteca y, ya de paso, introdujo a toda una generación de niños y adolescentes a unos ritmos que escapaban de la melódica música de videojuego.
Por lo tanto, el mundo entero a principio de los noventa quedó intrigado por la indicación que aparecía en la parte inferior de la pantalla de título de Streets of Rage: ‘MUSIC © 1991 YUZO KOSHIRO’. Tras introducir el cartucho en la SEGA Mega Drive, lo primero que uno veía era esa extraña mención al autor de la banda sonora; una referencia al compositor que, aún hoy, resultaría poco habitual en absoluto.

## Street of Rage 2
Una vez que los gráficos se completaron, Yuzo trabajó en la música para el Streets of Rage 2. Al menos para el, la forma en que compone es cuando puede ver las imágenes de frente mientras escribe la música. Muy a menudo obtenía las pistas e ideas a través de la forma en que se movian los personajes. Eso y la atmósfera general de los gráficos. Con esos dos elementos como base, el intentaba encontrar algo nuevo para expresar con la música. Mucho depende de si encontraba esa sinergia o no. Si la música coincide con el juego o no, dependía de eso.
Además de house, las canciones también presentan algunos de los últimos estilos en música electrónica de aquella época. 
Yuzo quería impresionar a los oyentes, para que suene como algo que el público no esperaría escuchar del hardware Megadrive, ya que en esta ocasión contaba con 16 mbit de memoria.
En una entrevista en 1992, para la Revista Marukatsu Megadrive, Yuzo mencionó lo siguiente: "De toda la música de juegos que he escrito hasta ahora, estas son las canciones de las que estoy más orgulloso y satisfecho. Combinado con la música del juego anterior, siento que me abrió un nuevo mundo de posibilidades como músico."

## Curiosidad
En la década de 1990, Yuzo usaba la PC-880 para escribir canciones para Megadrive. Era la ruta más rápida para el, y lo que le encanta de la PC-8801, era que podía acceder a las funciones del chip de sonido integrado con mayor control y precisión, más allá de lo que permitía el MIDI. Eso es una gran parte de lo que lo hacía tan divertido para el.
Al final Yuzo usaba las herramientas propietarias de SEGA, finalmente lo convertía al formato ADPCM para Megadrive. Luego lo enviaba por la red al programador.

## Streets of Rage 3. Experimentación e innovación.
Una cosa que Yuzo quería explorar era, en qué medida podía incorporar Gabber en la música del juego. "Gabber" o "Gabba", es un estilo de música electrónica, y un subgénero del Hardcore Techno. Quería hacer algo similar a eso, y era posible que la gente lo escuche y piense que es solo una música de baile más moderna. 
La banda sonora de Street of Rage 3 es sumamente experimental, comparado a sus antiguos trabajos para la saga de SOR. 
En una entrevista en 1994, para la revista Hippon Super, Yuzo mencionó que se divertía jugando con un conjunto limitado de sonidos, y viendo hasta dónde podía llegar con una estética áspera y ruidosa. Él pensaba que estaba exagerando un poco, pero por otro lado, si realmente estaba haciendo eso, podría hacer todo posible.
Ir tan lejos en realidad hizo que las canciones de estilo Street of Rage 2 más convencionales ya no encajaran. De una manera extraña, destruyó el equilibrio.
Sin embargo, para Street of Rage 3, por extraño que parezca, Yuzo Koshiro no trabajo "dentro de los límites", por así decirlo. En realidad, fue todo lo contrario, parecía que realmente estaba utilizando al máximo, aprovechando al máximo, todo lo que el chip Megadrive podía ofrecer. Pudo perseguir las peculiaridades de este sintetizador de una manera muy pura. Por supuesto, no podía concluir si eso sería apreciado o disfrutado por los oyentes.
El público en 1994 todavía tenía muchos conceptos erróneos sobre lo que era la música Techno, lo que planteaba una especie de obstáculo. Incluso con estas canciones para Street of Rage 3, Yuzo sospechaba que mucha gente las descartaría como pistas de clubes desechables. Así mismo sabía de antemano, que algunas personas pensarían que es probablemente la peor música que se haya puesto en un videojuego. Pero personalmente, él creía que usó algunas técnicas raramente vistas, incluso revolucionarias, para unir todo eso, y en general estaba muy contento con cómo salió.

## Red Bull Music Festival
Yuzo Koshiro y su compañero Motohiro Kawashima, se presentaron en vivo durante 2018 para el Red Bull Music Festival. A lo largo de más de una hora, juntos mixearon increíblemente para el público las canciones de la saga de Streets Of Rage. 
El 27 de septiembre de 2018, el show fue transmitido por Stream, durante la fecha en Paris, Francia.

## Street of Rage 4
Desarrollado por Lizardcube, Guard Crush Games y Dotemu, cuenta con los permisos de SEGA.
Koshiro no formó parte del proyecto desde el principio, pero se unió en junio de 2019 después de reproducir una demostración del juego en BitSummit, un escaparate de juegos independientes en Japón. 
Citó las solicitudes de los fanáticos y cómo iba el juego como razones para unirse. Fue una espera larga e intrigante, pero Yuzo aceptó el papel como uno de los compositores de la banda sonora. 
El juego está programado para ser lanzado para Microsoft Windows, Nintendo Switch, PlayStation 4 y Xbox One en 2020. Un lanzamiento físico limitado para las versiones de PlayStation 4 y Nintendo Switch por Limited Run Games estará disponible como una edición estándar, con boxart reversible y una edición clásica con una caja de acero y una caja de concha estilo Génesis.